# Volta à Romandia de 2010
A 64.ª edição da Volta à Romandia disputou-se de 27 de abril ao 2 de maio.
A corrida fez parte do UCI World Calendar 2010 como corrida UCI ProTour.
Em princípio o ganhador foi Alejandro Valverde (quem também fez-se com uma etapa) mas foi desclassificado como consequência do Caso Valverde (ver secção Alejandro Valverde e a Operação Puerto). Pelo que o ganhador final foi Simon Špilak (vencedor da classificação dos jovens) seguido de Denis Menchov e Michael Rogers, respectivamente.
Nas classificações secundárias impuseram-se Thibaut Pinot (montanha), Chad Beyer (sprints), e RadioShack (equipas).

## Percorrido
Esta Volta à Romandia começou com um prólogo de 4,3 km em Porrentruy em Cantão de Jura. A primeira etapa saiu de Cantão de Neuchâtel e terminou em Fleurier; a etapa contou com dois portos de 1ª categoria e um de 2ª categoria a mais de quarenta quilómetros da meta. Ao dia seguinte, a segunda etapa acedeu-se por Friburgo; passou duas vezes pelo porto de Lorette (1ª categoria). A terceira etapa foi uma Contrarrelógio de 23,4 km ao redor de Moudon no Cantão de Vaud. A Volta à Romandia chegou à França na quarta etapa, que começou a partir de Vevey e terminou em Châtel; ao passar a fronteira franco-suíça, subiu-se o Morgins, uma colina de 1ª categoria depois o Col du Corbier, também de 1ª categoria, esteve situado a 25 quilómetros da meta. A etapa final disputou-se em Valais onde se partiu e se chegou à Sion pelo vale da Ródano e Alpes berneses; passou pelos dois pontos culminantes da Volta à Romandia, em Anzère (1544 m sobre o nível do mar) e Crans (1478m) (ambas de 1ª categoria), ao final da etapa uma última subida, Ovronnaz, também de 1ª categoria, a 20 km da meta.
As principais dificuldades montanhosas estiveram localizadas nas duas últimas jornadas. Esta edição foi descrita como favorável para os escaladores, ainda que à hora da verdade estes tiveram poucas oportunidades para destacar, aliás o primeiro escalador "puro" da classificação foi Igor Antón na décima posição.

## Participantes

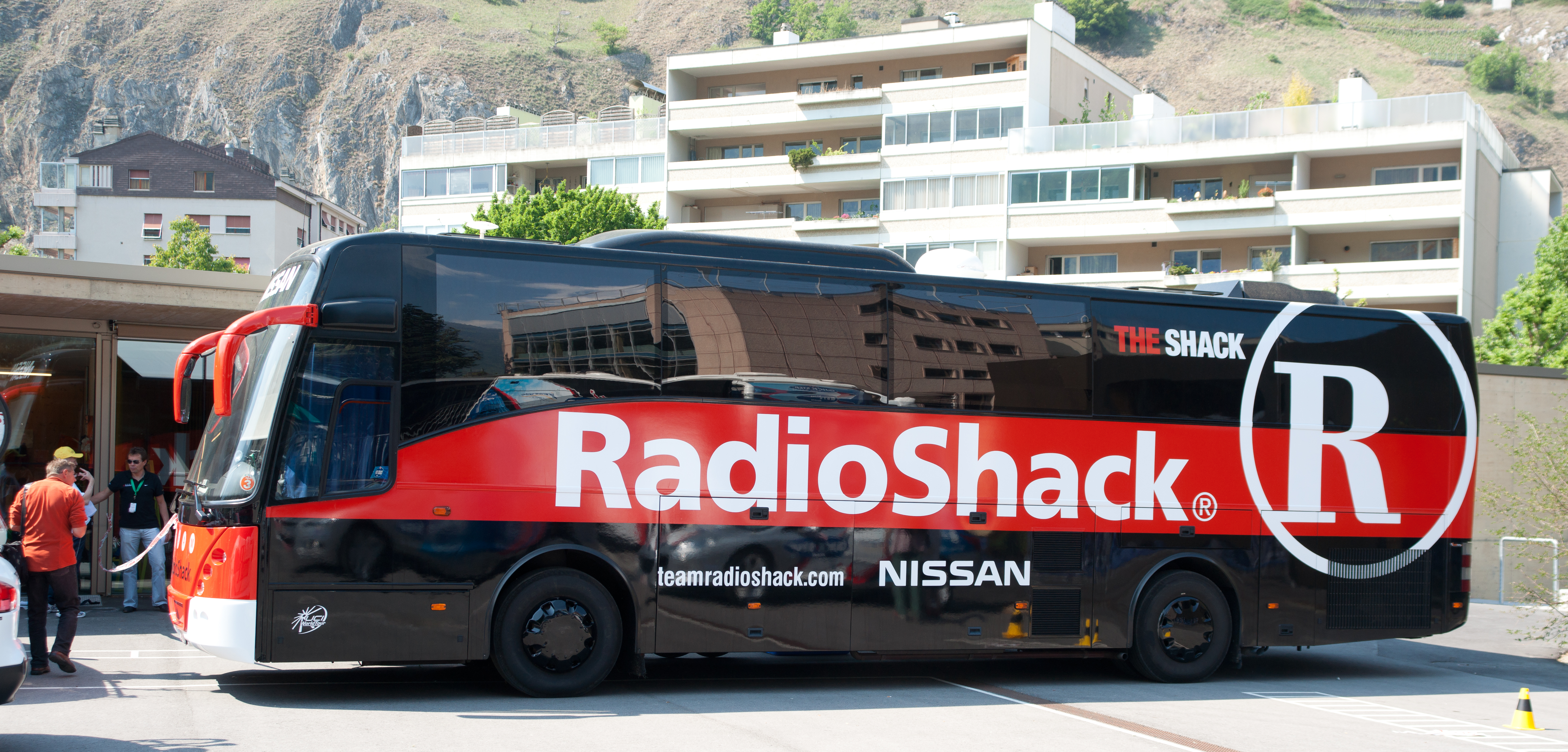
Autocarro da equipa RadioShack

### Equipas
Tomaram parte na carreira 20 equipas: os 18 de categoria UCI ProTeam (ao ter obrigada sua participação);
mais 2 de categoria Profissional Continental mediante convite da organização (BMC Racing Team e Cervélo Test Team). As equipas participantes foram:
| N.º   | Código UCI | Equipa             |
| ----- | ---------- | ------------------ |
| 1-8   | LIQ        | Liquigas-Doimo     |
| 11-18 | GCE        | Caisse d'Epargne   |
| 21-28 | KAT        | Team Katusha       |
| 31-38 | OLO        | Omega Pharma-Lotto |
| 41-48 | SAX        | Team Saxo Bank     |
| 51-58 | THR        | Team HTC-Columbia  |
| 61-68 | AST        | Astana             |
| 71-78 | QST        | Quick Step         |
| 81-88 | GRM        | Garmin-Transitions |
| 91-98 | RAB        | Rabobank           |

| N.º     | Código UCI | Equipa              |
| ------- | ---------- | ------------------- |
| 101-108 | SKY        | Team Sky            |
| 111-118 | EUS        | Euskaltel-Euskadi   |
| 121-128 | RSH        | Team RadioShack     |
| 131-138 | LAM        | Lampre-Farnese Vini |
| 141-148 | MRM        | Team Milram         |
| 151-158 | ALM        | Ag2r-La Mondiale    |
| 161-168 | FDJ        | FDJ                 |
| 171-178 | FOT        | Footon-Servetto     |
| 181-188 | CTT        | Cervélo Test Team   |
| 191-198 | BMC        | BMC Racing Team     |

### Favoritos

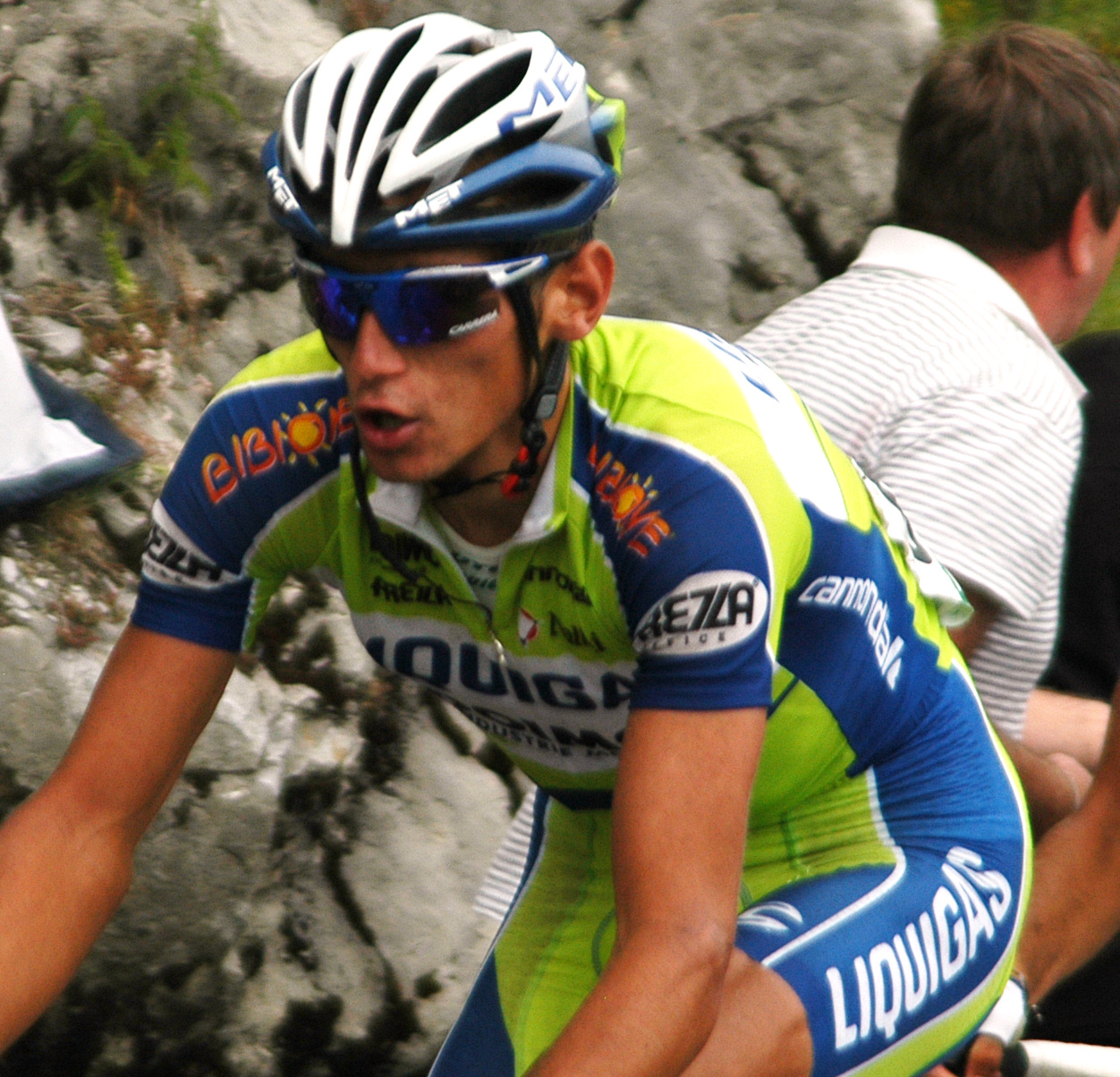
O títular do título Roman Kreuziger foi um dos favoritos na saída

O títular do título da Volta à Romandia de 2009 Roman Kreuziger foi um dos principais favoritos para a classificação geral. Muitos outros grandes escaladores estiveram na saída: Kevin Seeldraeyers (Quick Step), Vladimir Karpets (Katusha), Jurgen Van Den Broeck (Omega Pharma-Lotto), Mauricio Soler (Caisse d'Epargne), Denis Menchov (Rabobank), Igor Antón (Euskaltel-Euskadi), Christian Vande Velde (Garmin-Transitions), Christophe Le Mével, Sandy Casar (FDJ) e Vladimir Efimkin (Ag2r-La Mondiale). Philippe Gilbert (Omega Pharma-Lotto) participou neste Volta à Romandia com o objectivo de manter a sua primeira praça no UCI World Ranking de 2010.
Alguns especialistas contra o crono como Marco Pinotti, František Raboň, Michael Rogers (HTC-Columbia), Mijaíl Ignátiev (Katusha) e Peter Sagan (Liquigas-Doimo), revelação da Paris-Nice de 2010.
Os principais sprinter foram Allan Davis (Astana), Robbie McEwen (Katusha), Mark Cavendish, Bernhard Eisel (HTC-Columbia), Daniele Bennati (Liquigas-Doimo), Mirco Lorenzetto (Lampre-Farnese Vini), Robert Hunter (Garmin-Transitions), Gerald Ciolek (Milram), Gert Steegmans (RadioShack) e Greg Henderson (Sky).

## Etapas

### Prólogo - 27 de abril de 2010:Porrentruy-Porrentruy(CRI), 4,3 km

#### Resumo
O italiano Marco Pinotti (HTC-Columbia) impôs-se em 5 minutos e 18 segundos com o que se pôs de líder na classificação geral.

#### Classificações
|   | Ciclista       | Equipa         | Tempo  |
| - | -------------- | -------------- | ------ |
| 1 | Marco Pinotti  | HTC-Columbia   | 5' 18" |
| 2 | Peter Sagan    | Liquigas-Doimo | + 1"   |
| 3 | Jérémy Roy     | FDJ            | + 3"   |
| 4 | Michael Rogers | HTC-Columbia   | m.t.   |
| 5 | Rick Flens     | Rabobank       | m.t.   |

|   | Ciclista       | Equipa         | Tempo  |
| - | -------------- | -------------- | ------ |
| 1 | Marco Pinotti  | HTC-Columbia   | 5' 18" |
| 2 | Peter Sagan    | Liquigas-Doimo | + 1"   |
| 3 | Jérémy Roy     | FDJ            | + 3"   |
| 4 | Michael Rogers | HTC-Columbia   | m.t.   |
| 5 | Rick Flens     | Rabobank       | m.t.   |

### 1ª etapa - 28 de abril de 2010:Porrentruy–Fleurier, 175,6 km

#### Resumo
Esta primeira etapa compôs-se de duas cotas de 1ª categoria situadas na primeira metade de carreira, e uma cota de 2ª categoria situada a uns 40 km de meta.
O eslovaco Peter Sagan segundo no prólogo, impôs-se ao sprint conseguindo o maillot de líder.

#### Classificações
|   | Ciclista          | Equipa              | Tempo      |
| - | ----------------- | ------------------- | ---------- |
| 1 | Peter Sagan       | Liquigas-Doimo      | 4h 50' 21" |
| 2 | Francesco Gavazzi | Lampre-Farnese Vini | m.t.       |
| 3 | Nicolas Roche     | Ag2r-La Mondiale    | m.t.       |
| 4 | Maxim Iglinskiy   | Astana              | m.t.       |
| 5 | Fabio Felline     | Footon-Servetto     | m.t.       |

|   | Ciclista          | Equipa           | Tempo      |
| - | ----------------- | ---------------- | ---------- |
| 1 | Peter Sagan       | Liquigas-Doimo   | 4h 55' 19" |
| 2 | Marco Pinotti     | HTC-Columbia     | + 9"       |
| 3 | Jérémy Roy        | FDJ              | + 12"      |
| 4 | Michael Rogers    | HTC-Columbia     | m.t.       |
| 5 | Christophe Moreau | Caisse d'Epargne | + 14"      |

### 2ª etapa - 29 de abril de 2010:Friburgo–Friburgo, 171,8 km

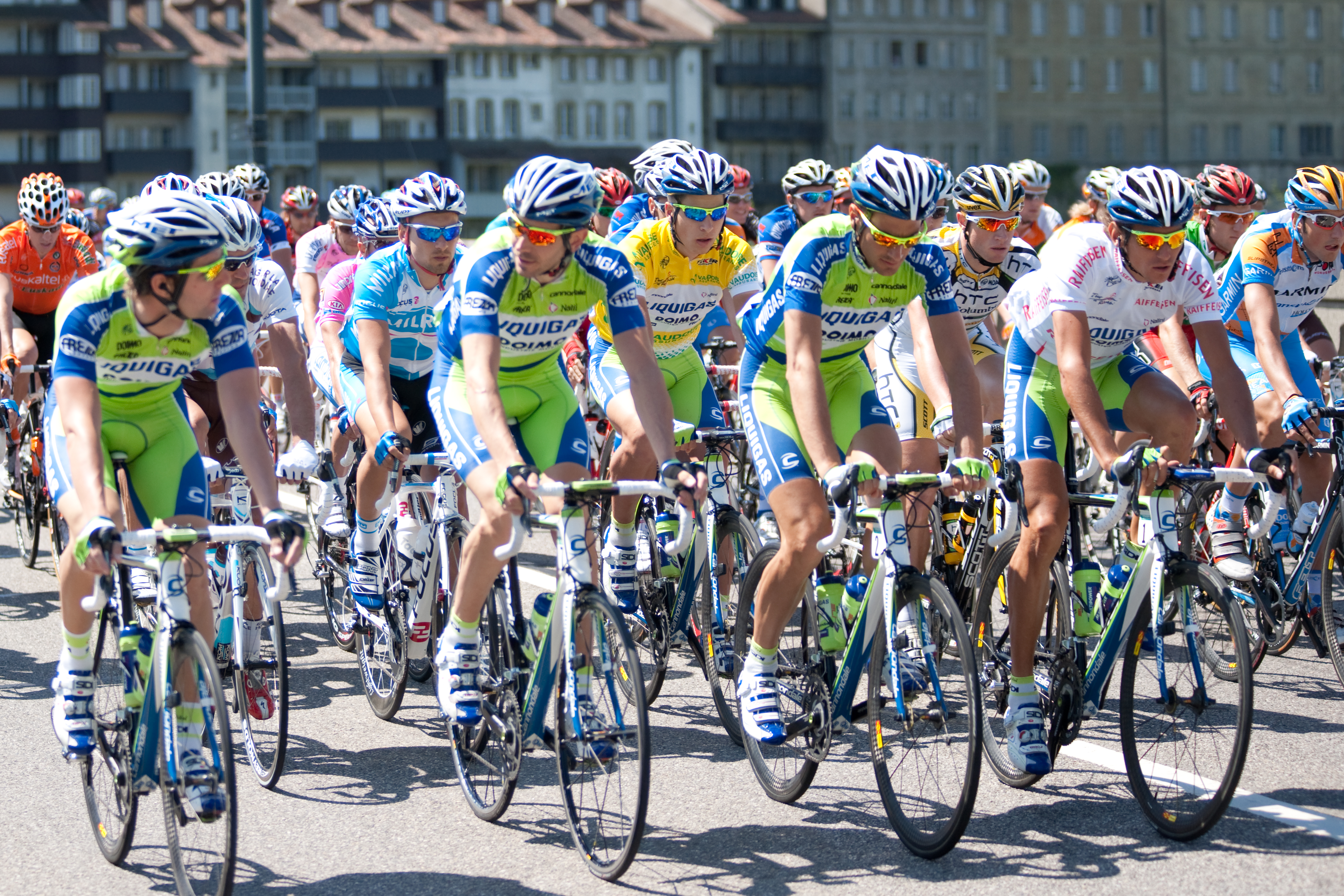
Peter Sagan e seus colegas à saída da segunda etapa em Friburgo.

#### Resumo
Esta etapa de 171,8 km passou duas vezes pela cota de pavé da Lorette, qualificada de 1ª categoria.
O britânico Mark Cavendish (HTC-Columbia) impôs-se ao sprint celebrando a vitória com um feio gesto para seus detractores. O eslovaco Peter Sagan (Liquigas-Doimo) entrou com o pelotão e seguiu de líder na classificação geral.

#### Classificações
|   | Ciclista              | Equipa              | Tempo      |
| - | --------------------- | ------------------- | ---------- |
| 1 | Mark Cavendish        | HTC-Columbia        | 4h 28' 59" |
| 2 | Danilo Hondo          | Lampre-Farnese Vini | m.t.       |
| 3 | Robert Hunter         | Garmin-Transitions  | m.t.       |
| 4 | Lucas Sebastián Haedo | Saxo Bank           | m.t.       |
| 5 | Peter Sagan           | Liquigas-Doimo      | m.t.       |

|   | Ciclista       | Equipa              | Tempo      |
| - | -------------- | ------------------- | ---------- |
| 1 | Peter Sagan    | Liquigas-Doimo      | 9h 24' 28" |
| 2 | Marco Pinotti  | HTC-Columbia        | + 9"       |
| 3 | Jérémy Roy     | FDJ                 | m.t.       |
| 4 | Danilo Hondo   | Lampre-Farnese Vini | + 11"      |
| 5 | Michael Rogers | HTC-Columbia        | + 12"      |

### 3ª etapa - 30 de abril de 2010:Moudon–Moudon, 23,4 km (CRI)

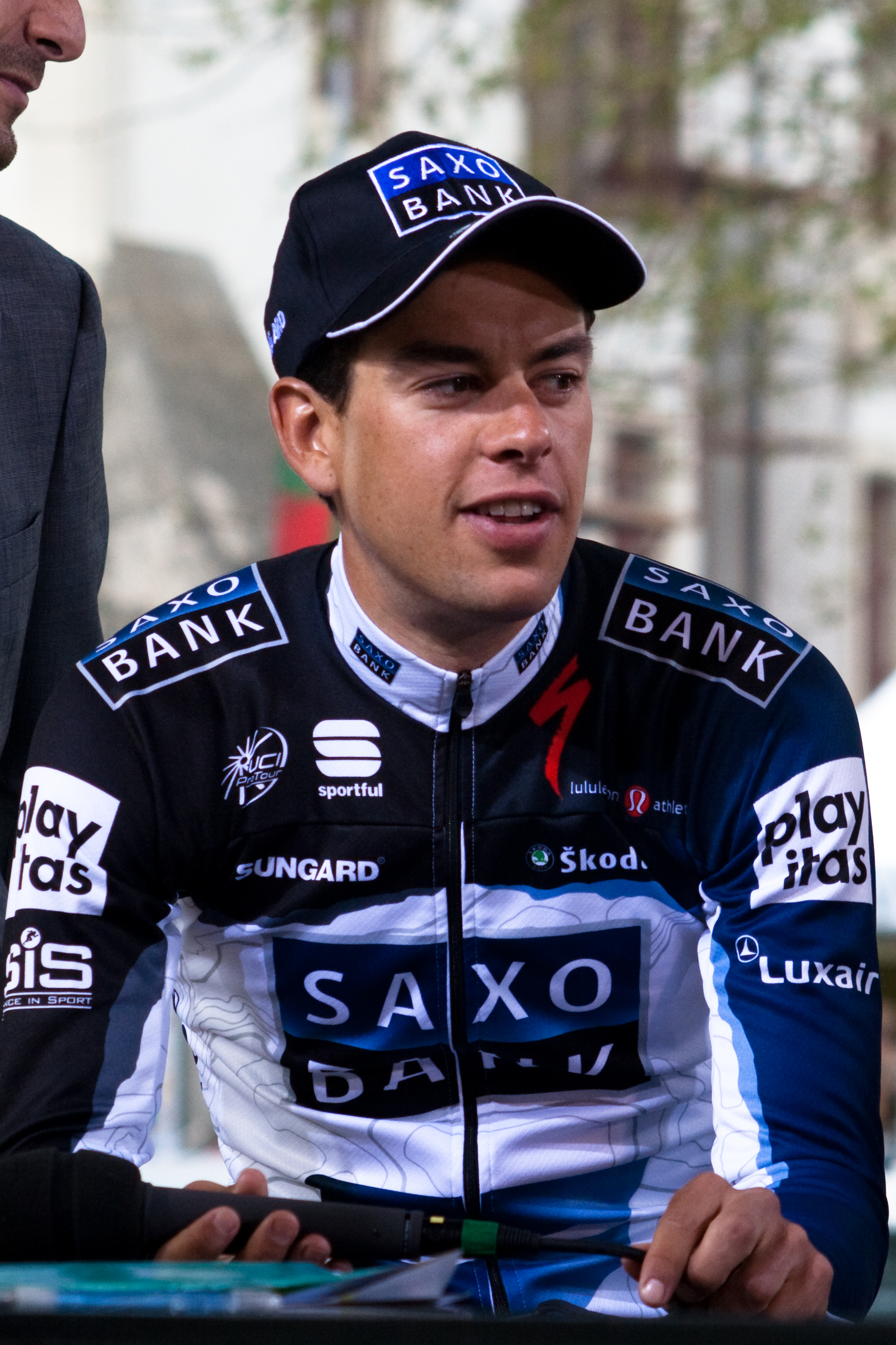
Richie Porte, vencedor da etapa.

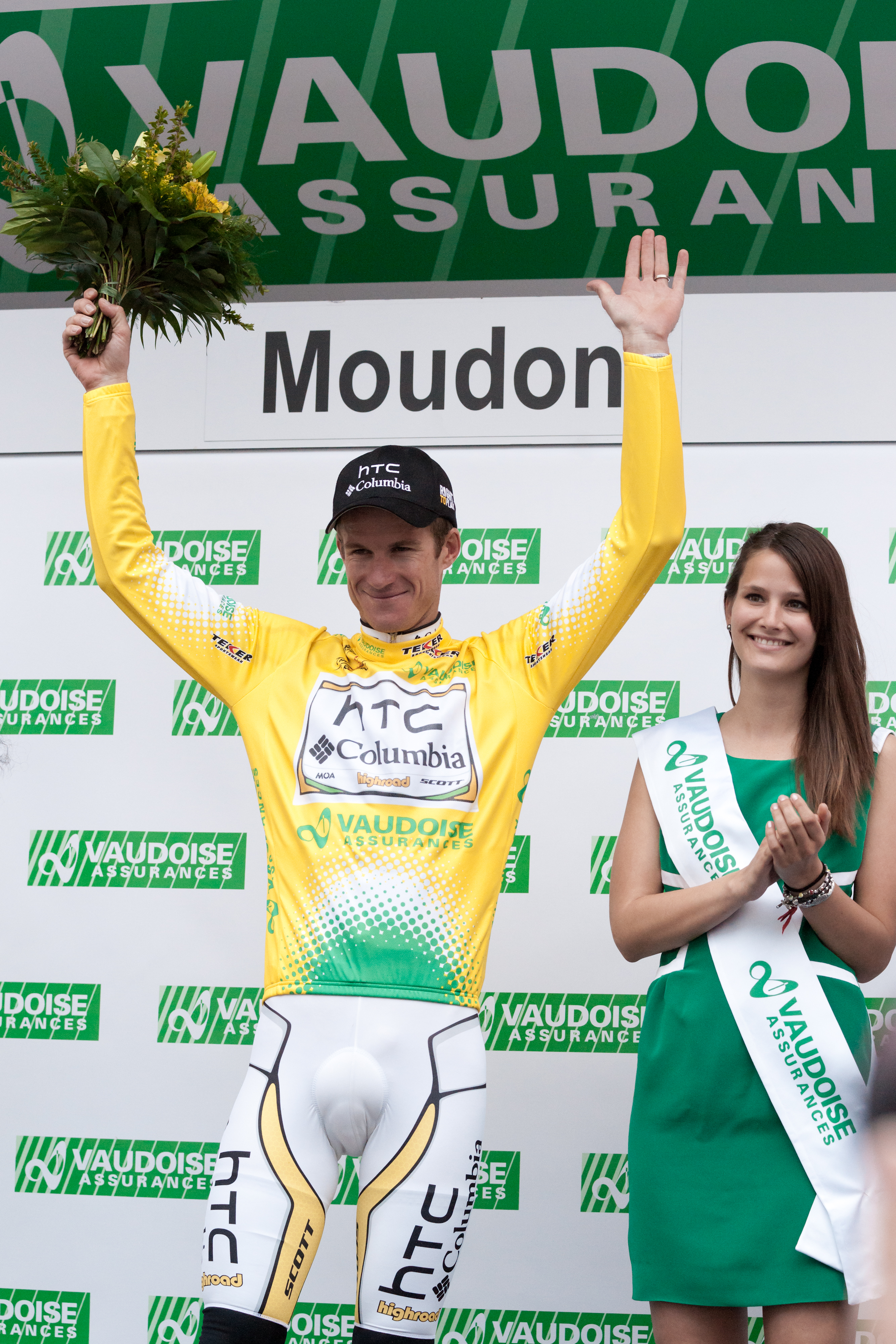
Michael Rogers, novo líder da carreira.

#### Resumo
Esta contrarrelógio de 23,4 km apresentou um início de percurso crescente, com um desnivel de 282 metros nos sete primeiros quilómetros, depois baixada na mesma proporção.
O australianão Richie Porte se adjudicou esta terceira etapa aventajando a Alejandro Valverde em 26 segundos ainda que Valverde foi posteriormente dito resultado de Valverde foi anulado devido ao Caso Valverde (ver secção Alejandro Valverde e a Operação Porto). Foi sua primeira grande vitória como profissional. Por sua vez, o eslovaco Peter Sagan terminou 30º e perdeu o maillot amarelo que passou a Michael Rogers.

#### Classificações
|   | Ciclista         | Equipa       | Tempo   |
| - | ---------------- | ------------ | ------- |
| 1 | Richie Porte     | Saxo Bank    | 30' 54" |
| 3 | Vladimir Karpets | Katusha      | + 27"   |
| 4 | Michael Rogers   | HTC-Columbia | + 28"   |
| 5 | Denis Menchov    | Rabobank     | + 31"   |
| 6 | Artem Ovechkin   | Katusha      | m.t.    |

|   | Ciclista         | Equipa       | Tempo      |
| - | ---------------- | ------------ | ---------- |
| 1 | Michael Rogers   | HTC-Columbia | 9h 56' 03" |
| 2 | Vladimir Karpets | Katusha      | + 5"       |
| 3 | Artem Ovechkin   | Katusha      | + 7"       |
| 4 | Denis Menchov    | Rabobank     | + 9"       |
| 5 | Janez Brajkovič  | RadioShack   | + 15"      |

### 4ª etapa - 1 de maio de 2010:Vevey–Châtel, 157,9 km

#### Resumo
Esta etapa foi a única que decorreu parte fora de Suíça, neste caso França, onde foram os últimos quilómetros.
O percurso foi totalmente plano até primeiro ponto intermediário no km 75,5. Os corredores tiveram então que escalar uma cota de 1ª categoria durante 10 km até Morgins, onde passaram a fronteira franco-suíça, depois tiveram que empreender um longo descenso. O porto de Corbier, também de 1ª categoria se encontrava a 25 km de meta. Os vinte últimos quilómetros foram por um terreno de falsos-planos.
O esloveno Simon Špilak ganhou esta etapa em solitário. O australianão Michael Rogers conservou por 1 segundo o mailot de líder aventajando a Alejandro Valverde que diminuiu sua desvantagem graças às bonificaciones, ainda que finalmente este facto não teve incidência na classificação já que dito resultado de Valverde foi anulado devido ao Caso Valverde (ver secção Alejandro Valverde e a Operação Porto).

#### Classificações
|   | Ciclista         | Equipa              | Tempo      |
| - | ---------------- | ------------------- | ---------- |
| 1 | Simon Špilak     | Lampre-Farnese Vini | 4h 03' 25" |
| 2 | Peter Sagan      | Liquigas-Doimo      | + 13"      |
| 3 | Philippe Gilbert | Omega Pharma-Lotto  | m.t.       |
| 4 | Hubert Dupont    | Ag2r-La Mondiale    | + 15"      |
| 5 | Marcel Wyss      | Cervélo             | + 22"      |

|   | Ciclista         | Equipa              | Tempo       |
| - | ---------------- | ------------------- | ----------- |
| 1 | Michael Rogers   | HTC-Columbia        | 13h 59' 28" |
| 2 | Simon Špilak     | Lampre-Farnese Vini | + 5"        |
| 3 | Vladimir Karpets | Katusha             | + 7"        |
| 4 | Denis Menchov    | Rabobank            | + 10"       |
| 5 | Janez Brajkovič  | RadioShack          | + 17"       |

### 5ª etapa - 2 de maio de 2010:Sion–Sion, 121,8 km

#### Resumo
Uma etapa de alta montanha foi a que pôs fim a esta Volta à Romandia, com três portos de 1ª categoria e duas sprints intermediários.
Alejandro Valverde (Caisse d'Epargne) fez doblete, já que sua vitória na etapa permitiu-lhe ganhar também a classificação geral, ainda que posteriormente foram anulados seus resultados devido ao Caso Valverde (ver secção Alejandro Valverde e a Operação Porto). Impôs-se ao sprint adiante de outros três corredores: Igor Antón (Euskaltel-Euskadi) (que atacou no quilómetro final), Simon Špilak (Lampre-Farnese Vini) e Denis Menchov (Rabobank) respectivamente. Estes quatro homens tinham-se escapado no porto de Ovronnaz na que Igor Antón coroou primeiro e depois, na baixada, se lhe uniram os outros três. A 23 segundos, chegou um grupo de sete corredores entre os quais se encontrava o maillot de líder Michael Rogers (HTC-Columbia).

#### Classificações
|   | Ciclista      | Equipa              | Tempo      |
| - | ------------- | ------------------- | ---------- |
| 1 | Igor Antón    | Euskaltel-Euskadi   | 3h 36' 19" |
| 3 | Simon Špilak  | Lampre-Farnese Vini | m.t.       |
| 4 | Denis Menchov | Rabobank            | m.t.       |
| 5 | Tiago Machado | RadioShack          | + 23"      |
| 6 | John Gadret   | Ag2r-La Mondiale    | m.t.       |

|   | Ciclista         | Equipa              | Tempo       |
| - | ---------------- | ------------------- | ----------- |
| 1 | Simon Špilak     | Lampre-Farnese Vini | 17h 38' 06" |
| 2 | Denis Menchov    | Rabobank            | + 10"       |
| 3 | Michael Rogers   | HTC-Columbia        | + 24"       |
| 4 | Vladimir Karpets | Katusha             | + 31"       |
| 5 | Janez Brajkovič  | RadioShack          | + 41"       |

## Classificações finais

### Classificação Geral
| Posição | Ciclista         | Equipa              | Tempo       |
| ------- | ---------------- | ------------------- | ----------- |
|         | Simon Špilak     | Lampre-Farnese Vini | 17h 38' 06" |
| 2       | Denís Menshov    | Rabobank            | + 10"       |
| 3       | Michael Rogers   | HTC-Columbia        | + 24"       |
| 4       | Vladímir Karpets | Katusha             | + 31"       |
| 5       | Janez Brajkovič  | RadioShack          | + 41"       |
| 6       | Tiago Machado    | RadioShack          | + 1' 05"    |
| 7       | Marco Pinotti    | HTC-Columbia        | + 1' 16"    |
| 8       | Marcel Wyss      | Cervélo             | + 1' 17"    |
| 9       | Igor Antón       | Euskaltel-Euskadi   | + 1' 23"    |
| 10      | Richie Porte     | Saxo Bank           | + 1' 59"    |

### Classificação da montanha
| Posição | Ciclista      | Equipa     | Pontos |
| ------- | ------------- | ---------- | ------ |
|         | Thibaut Pinot | FDJ        | 54     |
| 2       | Chad Beyer    | BMC Racing | 24     |
| 3       | Denís Menshov | Rabobank   | 18     |

### Classificação dos sprints
| Posição | Ciclista           | Equipa     | Pontos |
| ------- | ------------------ | ---------- | ------ |
|         | Chad Beyer         | BMC Racing | 18     |
| 3       | Jérémy Roy         | FDJ        | 6      |
| 4       | Aleksandr Yefimkin | Katusha    | 6      |

### Classificação dos jovens
| Posição | Ciclista     | Equipa              | Pontos      |
| ------- | ------------ | ------------------- | ----------- |
|         | Simon Špilak | Lampre-Farnese Vini | 17h 38' 06" |
| 2       | Marcel Wyss  | Cervélo             | + 1' 17"    |
| 3       | Peter Sagan  | Liquigas-Doimo      | + 2' 21"    |

### Classificação por equipas
| Posição | Equipa           | Tempo       |
| ------- | ---------------- | ----------- |
|         | RadioShack       | 52h 58' 59" |
| 2       | Caisse d'Epargne | + 19"       |
| 3       | FDJ              | + 3' 34"    |

## Evolução das classificações
| Etapa (Vencedor)              | Classificação geral | Classificação da montanha | Classificação dos sprints | Classificação dos jovens | Classificação por equipas |
| ----------------------------- | ------------------- | ------------------------- | ------------------------- | ------------------------ | ------------------------- |
| Prólogo (CRI) (Marco Pinotti) | Marco Pinotti       | não se entregou           | não se entregou           | Peter Sagan              | HTC-Columbia              |
| 1ª etapa (Peter Sagan)        | Peter Sagan         | Thibaut Pinot             | Chad Beyer                | Peter Sagan              | HTC-Columbia              |
| 2ª etapa (Mark Cavendish)     | Peter Sagan         | Thibaut Pinot             | Chad Beyer                | Peter Sagan              | HTC-Columbia              |
| 3ª etapa (CRI) (Richie Porte) | Michael Rogers      | Thibaut Pinot             | Chad Beyer                | Artem Ovechkin           | Katusha                   |
| 4ª etapa (Simon Špilak)       | Michael Rogers      | Thibaut Pinot             | Chad Beyer                | Simon Špilak             | Caisse d'Epargne          |
| 5ª etapa (Igor Antón)         | Simon Špilak        | Thibaut Pinot             | Chad Beyer                | Simon Špilak             | RadioShack                |
| Final                         | Simon Špilak        | Thibaut Pinot             | Chad Beyer                | Simon Špilak             | RadioShack                |

## Alejandro Valverde e a Operação Porto
Apesar de que Alejandro Valverde não desse positivo nesta carreira nem nas anteriores durante o ano, o 30 de maio a UCI, a instâncias do TAS, decidiu anular todos os resultados do ciclista espanhol durante o 2010 devido ao Caso Valverde.
Portanto oficialmente Valverde foi desclasificado da rodada suíça com a indicação "0 DSQ" (desclassificado) ainda que indicando o tempo e pontos das classificações parciais e finais. Na que tinha ganhado a 5ª etapa, foi segundo na 3ª etapa e quinto na 4ª como resultados parciais mais destacados; ademais, nas classificações finais foi o ganhador da geral e segundo nos sprints como resultados finais mais destacados. Todos seus resultados foram anulados e seu posto ficou vaga excepto nos que saiu vitorioso no que o segundo apanhou seu posto ficando a segundo vaga; e na da classificação geral parcial e final que nesse caso sua exclusão supôs que os corredores que ficaram por trás dele (até 20º) subissem um posto na classificação, ficando vaga a vigésima posição. Tendo sua participação só incidência na classificação por equipas como costuma ser habitual nestes casos de expulsão de corredores.
Esta sanção também teve incidência no UCI World Ranking já que seus pontos passaram a outros corredores se reestruturando assim não só a classificação individual senão a de por equipas e a de por países.